# イリヤ・ミハルチュク

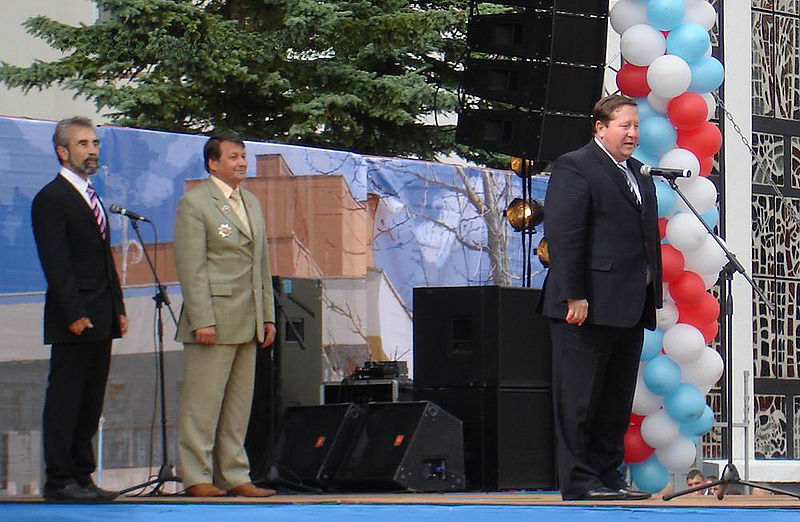
Михальчук (справа)

イリヤ・フィリッポヴィチ・ミハルチュク（ロシア語: Илья Филиппович Михальчук、Ilya Philippovich Mihalchuk、1957年1月2日 - ）は、ロシアの政治家。アルハンゲリスク州知事、統一ロシア所属。クイビシェフ（現、サマーラ出身）。
1977年リガ航空技術学校を卒業する。1982年全連邦法学大学マガダン分校で法学博士号取得する。1982年ヤクート党宣伝・扇動部長。1986年党出版部長を経て、「サハポリグラフザート」編集長。1998年から2007年9月までヤクーツク市行政府長官。2007年末にはガスプロム・イノテカ社副社長。
2008年3月アルハンゲリスク州知事に任命され、州議会によって承認された。
.